# Synagoga arabesque
Synagoga arabesque (лат.) — вид паразитических ракообразных семейства Synagogidae из инфракласса Мешкогрудые раки.

## Распространение
Встречаются только в окрестностях острова Тайвань (Восточная Азия): Gongguan harbor, Green Island (Ludao), около 33 км от юго-восточного побережья Тайваня, 22°41.438’N, 121°29.678’E. Обнаружены на глубине 35 м в сентябре 2017 года.

## Описание
Мелкие мешкогрудые ракообразные. Длина около 2 мм. Было замечено, что животные свободно плавали из одной ветви коралловой колонии в другую и представляли собой мелких хищников, скорее чем эктопаразитов. Все живые экземпляры были собраны после промывки колоний. Животные были довольно подвижны и перемещались в чашке Петри, прыгая. Чтобы выполнить эти прыжковые движения, они сгибали и разгибали свою развитую брюшную полость с помощью фурки, в то время как биение грудной клетки использовалось для медленного плавания. Двенадцать экземпляров, включая представителей обоих полов нового вида, были собраны из колоний чёрных кораллов Myriopathes cf. japonica  Brook, 1889 (Antipatharia). Три ранее описанных вида Synagoga были обнаружены как эктопаразиты чёрных (Antipatharia) и восьмилучевых кораллов (Octocorallia), тогда как все другие виды этого рода собраны из морского планктона. Это второе подробное исследование новой формы Synagoga, основанное на более чем нескольких зрелых экземплярах одного пола или одного ювенального. Кроме того, это второй случай, когда электронная микроскопия используется для точного документирования внешней морфологии. Положение концевых пор в передних парах решётчатых органов у Synagoga arabesque отличает его от Synagoga grygieri  Kolbasov & Newman, 2018 и Synagoga millipalus  Grygier & Ohtsuka, 1995.

## Этимология
Использованное в название вида S. arabesque слово «арабеска» не имеет соответствующего эквивалента на латыни и используется в этом контексте как произвольная комбинация букв (см. Статью 11.3 Международного кодекса зоологической номенклатуры) от французского arabesque и итальянского arabesco (используемого в исламском мире как вид орнамента), а также как признак сложного орнамента карапакса.